# Мироненко-Васютинський Понтій Семенович
Мироненко-Васютинський Понтій Семенович (5 серпня 1881, село Васютинці, Літинський повіт, Подільська губернія, Російська імперія — ?) — начальник корпусу Дієвої Армії УНР.

## Біографія
Народився у селі Васютинці Літинського повіту Подільської губернії. 
Закінчив Київське піхотне юнкерське училище (у 1904 році), служив у 12-му саперному батальйоні, у складі якого брав участь у Першій світовій війні. Був нагороджений Георгіївською зброєю (11 квітня 1915 року, за бій 6—10 жовтня 1914 року). Останнє звання у російській армії — підполковник.
З 17 квітня 1918 року — губернський комендант Харківщини. З 16 листопада 1918 року — командувач 7-го Харківського корпусу. У квітні—травні 1919 року — командир 1-го Волинського технічного полку Дієвої Армії УНР у Луцьку. 16 травня 1919 року потрапив до польського полону, але незабаром утік та повернувся до Дієвої Армії УНР. 
З 12 червня 1919 року — командир окремого загону Сірожупанників, що діяв у складі 6-ї Запорізької дивізії Дієвої Армії УНР. З 2 жовтня 1919 року — у розпорядженні штабу Дієвої армії УНР. 
З кінця жовтня 1919 року — приділений до штабу 9-ї Залізничної дивізії Дієвої Армії УНР для формування військ залізничної охорони. 
Подальша доля невідома.